# 天苑增五
波江座6，又名CD-24 1343，HD 18535、SAO 168191、HR 889，是波江座的一颗恒星，视星等为5.84，位于銀經213.02，銀緯-61.25，其B1900.0坐标为赤經2h 53m 38.8s，赤緯-24° -61.25′ 30″。